# ورورین
ورورین (به لاتین: Varvarin}} یک سکونتگاه مسکونی در صربستان است که در Rasina District واقع شده‌است.